# Pramila Ganapathy
Pramila Gudanda Ganapathy-Aiyappa (Kodagu, 8 maggio 1977) è un'ex multiplista indiana, ha preso parte a due edizioni dei Giochi olimpici nel 2000 e nel 2008.

## Palmarès
| Anno | Manifestazione               | Sede        | Evento         | Risultato | Prestazione | Note |
| ---- | ---------------------------- | ----------- | -------------- | --------- | ----------- | ---- |
| 1998 | Campionati asiatici          | Fukuoka     | Salto in lungo | 10ª       | 6,10 m      |      |
| 1999 | Giochi dell'Asia meridionale | Katmandu    | Salto in lungo | Oro       | 6,37 m      |      |
| 2000 | Campionati asiatici          | Giacarta    | Salto in lungo | 5ª        | 6,35 m      |      |
| 2000 | Campionati asiatici          | Giacarta    | Eptathlon      | Argento   | 6016 p.     |      |
| 2000 | Giochi olimpici              | Sydney      | Eptathlon      | 24ª       | 5548 p.     |      |
| 2001 | Mondiali                     | Edmonton    | Eptathlon      | 15ª       | 5492 p.     |      |
| 2003 | Campionati asiatici          | Manila      | Eptathlon      | 5ª        | 5500 p.     |      |
| 2003 | Giochi afro-asiatici         | Hyderabad   | Eptathlon      | 4ª        | 5487 p.     |      |
| 2008 | Giochi olimpici              | Pechino     | Eptathlon      | 26ª       | 5771 p.     |      |
| 2009 | Campionati asiatici          | Canton      | Eptathlon      | dnf       | dnf         |      |
| 2010 | Giochi del Commonwealth      | Nuova Delhi | Eptathlon      | 5ª        | 5330 p.     |      |
| 2010 | Giochi asiatici              | Canton      | Eptathlon      | Bronzo    | 5415 p.     |      |